# Caldera di Latera
La caldera di Latera è una vasta depressione nella zona di Latera (comune in provincia di Viterbo). La concavità si è formata a causa dello sprofondamento del suolo, dato dallo svuotamento di una camera magmatica sotto l'area in esame. La differenza massima tra il margine e il fondo della depressione è circa duecento metri. La forma è approssimativamente quella di un'ellisse con il diametro massimo di 9 km. Essendo presente una notevole biodiversità,  la zona è classificata sia come sito di interesse comunitario sia come zona di protezione speciale. 

## Geologia
Lo svuotamento della camera magmatica che ha provocato lo sprofondamento della caldera è dovuto ad eruzioni avvenute circa 200.000 anni fa.